# 奧焦爾斯克 (車里雅賓斯克州)
55°46′N 60°42′E / 55.767°N 60.700°E
奧焦爾斯克（羅馬化：Ozyorsk）是俄羅斯車里雅賓斯克州北部的一個城市，也是一個保密行政區，不對外開放。2002年人口91,760人。
1954年設市，1966年後稱為車里雅賓斯克-65（Челябинск-65），1945年後稱為車里雅賓斯克-40（Челябинск-40）。1994年改稱現名。